# 无毛网脉柿
无毛网脉柿（学名：Diospyros reticulinervis var. glaucescens）为柿科柿属下的一个变种。

## 扩展阅读
- 維基物種上的相關：无毛网脉柿